# Guangde
Guangde (chiń. upr. 广德; chiń. trad. 廣德; pinyin Guǎngdé) – miasto na prawach powiatu we wschodniej części prefektury miejskiej Xuancheng w prowincji Anhui w Chińskiej Republice Ludowej. Liczba mieszkańców, w 2010 roku, wynosiła 487 243.
6 sierpnia 2019 roku dotychczasowy powiat Guangde przekształcono w miasto na prawach powiatu.